# Prosenoides flavipes
Prosenoides flavipes är en tvåvingeart som beskrevs av Daniel William Coquillett 1895. Prosenoides flavipes ingår i släktet Prosenoides och familjen parasitflugor. Inga underarter finns listade i Catalogue of Life.